# Saskatchewan Census Division No. 5
Die Census Division No. 5 in der kanadischen Provinz Saskatchewan hat eine Fläche von 14.441,65 km², es leben dort 31.583 Einwohner. 2011 betrug die Einwohnerzahl 32.007. Größter Ort in der Division ist Melville.

## Gemeinden
City
- Melville

Towns
- Bredenbury
- Broadview
- Churchbridge
- Esterhazy
- Fleming
- Grenfell
- Kipling
- Langenburg
- Lemberg
- Moosomin
- Rocanville
- Saltcoats
- Wapella
- Whitewood
- Wolseley

Villages
- Atwater
- Bangor
- Dubuc
- Duff
- Fenwood
- Gerald
- Glenavon
- Goodeve
- Grayson
- Killaly
- MacNutt
- Neudorf
- Spy Hill
- Stockholm
- Tantollon
- Waldron
- Welwyn
- Windthorst
- Yarbo

Resort Villages
- Bird’s Point
- Melville Beach
- West End

Hamlets
- Oakshela
- Peebles
- Summerberry

## Gemeindefreie Gebiete
- Baring
- Bender
- Beresina
- Ellisboro
- Fairmede
- Falcon
- Inchkeith
- Langbank
- Marchwell
- Neelby
- Pheasant Forks
- Rotave
- St. Hubert
- Vandura
- Zeneta

## Rural Municipalities
- RM Moosomin No. 121
- RM Martin No. 122
- RM Silverwood No. 123
- RM Kingsley No. 124
- RM Chester No. 125
- RM Rocanville No. 151
- RM Spy Hill No. 152
- RM Willowdale No. 153
- RM Elcapo No. 154
- RM Wolseley No. 155
- RM Langenburg No. 181
- RM Fertile Belt No. 183
- RM Grayson No. 184
- RM McLeod No. 185
- RM Churchbridge No. 211
- RM Saltcoats No. 213
- RM Cana No. 214
- RM Stanley No. 215

## Indianerreservate
Cowessess First Nation
- Cowessess 73

Kahkewistahaw First Nation
- Kahkewistahaw 72

Ochapowace Nation
- Ochapowace 71
- Ochapowake 71-7
- Ochapowace 71-10
- Ochapowace 71-18
- Ochapowake 71-26
- Ochapowace 71-44
- Ochapowace 71-51
- Ochapowace 71-54
- Ochapowace 71-70

Sakimay First Nation
- Little Bone 74B
- Sakimay 74
- Shesheep 74A